# Лиса гора (заповідне урочище)
Ли́са Гора́ — заповідне урочище в Україні. Розташоване на території Яланецької сільської ради Бершадського району Вінницької області на південь від села Яланець. 
Площа 3,2 га. Оголошене відповідно до рішення 11 сесії Вінницької обласної ради 23 скликання від 17.12.1999 року. Перебуває у віданні Яланецької сільської ради. 
За фізико-географічним районуванням України ця територія належить до Бершадського району області Подільського Побужжя Дністровсько-Дніпровської лісостепової провінції Лісостепової зони. Характерною для цієї області є розчленовані глибокими долинами лесові височини з сірими опідзоленими ґрунтами, тобто з геоморфологічної точки зору описувана територія являє собою ерозйно-акумулятивну сильнохвилясту акумулятивно-денудаційну рівнину. 
Клімат території є помірно континентальним. Для нього характерне тривале, нежарке літо, і порівняно недовга, м'яка зима. Середня температура січня становить -5,5°… -5°С, липня +20°…+20,5°С. Річна кількість опадів складає 500—525 мм. 
За геоботанічним районуванням України ця територія належить до Європейської широколистяної області, Подільсько-Бесарабської провінції, Вінницького (Центральноподільського) округу. Рослинність урочища відзначаються великою видовою різноманітністю і являє собою степову ділянку на схилі представлену унікальними видами степової флори.
Об'єкт має велику наукову цінність, оскільки є степовою ділянкою, унікальною для Подолії взагалі і для південного сходу області зокрема.